# Processo di Lay-Up
Il processo di Lay-Up è un processo di formatura per i materiali compositi, in cui il prodotto finale è ottenuto sovrapponendo un numero specifico di strati differenti, solitamente costituiti da fibre polimeriche o ceramiche continue e da una matrice liquida polimerica termoindurente. Può essere suddiviso in Dry Lay-up e Wet Lay-Up, a seconda che gli strati siano di materiale preimpregnato o meno. Il Dry Lay-up è un processo molto comune nel settore aerospaziale, poiché permette di ottenere forme complesse con buone proprietà meccaniche (dato che il Wet Lay-Up non consente di avere tessuti unidirezionali, che hanno migliori proprietà meccaniche), mentre il Wet Lay-Up è adottato solitamente in tutti gli altri campi. Le fasi principali del processo di Lay-Up sono il taglio, la laminazione e la polimerizzazione. Anche se alcune delle fasi di produzione possono essere automatizzate, questo processo è principalmente manuale - motivo per cui viene spesso chiamato Hand Lay-Up - portando a laminati con costi di produzione elevati e bassi tassi di produzione rispetto alle altre tecniche. Di conseguenza, al giorno d'oggi, è adatto principalmente per produzioni in piccole serie, da 10 a 1000 parti.

## Taglio

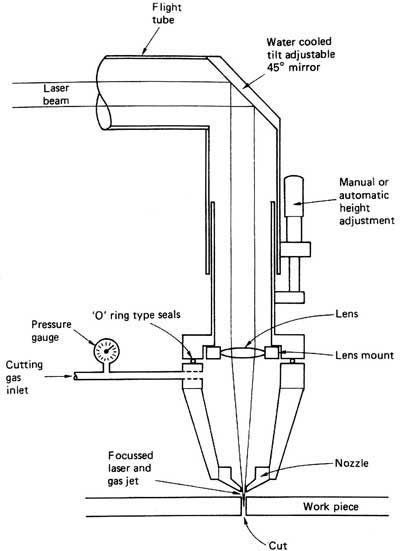
Taglio laser.

Taglio a getto d'acqua. # 1: ingresso acqua ad alta pressione. # 2: gioiello. # 3: abrasivo. # 4: tubo di miscelazione. # 5: protezione. # 6: getto d'acqua. # 7: materiale tagliato.

Il taglio dei tessuti è la prima fase del processo di Lay-Up. Anche se le fibre, in generale, hanno un'elevata resistenza alla trazione, la resistenza al taglio è generalmente piuttosto bassa, risultando abbastanza facile da tagliare. Questo processo può essere manuale, semi-automatico o interamente automatico. Per quanto riguarda gli strumenti, i più comuni sono le forbici, i taglierini, i coltelli e le seghe. Un'alternativa più automatizzata è quella che prevede le fustellatrici, che consentono di raggiungere tassi di produzione più elevati mantenendo i costi contenuti, in quanto consentono di tagliare più strati di tessuto contemporaneamente. Questi metodi richiedono un livello di competenze differenti da parte dell'operatore e forniscono diverse precisioni di finitura, ma sono tutte procedure meccaniche e presentano un importante svantaggio in comune: il contatto fisico tra l'utensile da taglio e le fibre. Un'alternativa che prevede meno attrito è il metodo a ultrasuoni, che consiste nel tagliare i tessuti con una lama sollecitata con vibrazioni meccaniche ad alta frequenza, prodotta da una sorgente interna integrata nel sistema. Esistono anche tecniche di taglio senza alcun tipo contatto, come il taglio a laser e il taglio a getto d'acqua, entrambi generalmente incorporati su macchine a controllo numerico. Il primo è ottenuto attraverso un fascio di radiazione convergente che vaporizza il materiale sottostante e un gas pressurizzato per rimuovere le particelle volatili e il materiale fuso. Il secondo si basa su un fascio di liquido ad alta pressione che raggiunge una velocità pari a 2,5 volte la velocità del suono, creando una pressione sul tessuto superiore alla resistenza a compressione del materiale, provocando un taglio netto. Entrambi questi metodi presentano uno svantaggio che deve essere considerato prima della scelta dei metodi di taglio: i fasci creano aree ad alta temperatura lungo gli assi di taglio, zone in cui le caratteristiche fisiche del materiale possono essere modificate in modo significativo.
Durante il processo di taglio, un parametro fondamentale da considerare è il layout di nesting, ovvero la disposizione delle diverse forme da tagliare nel tessuto, al fine di ridurre gli scarti. Le combinazioni sono generalmente create a computer e, quando possibile, fornite a una macchina a controllo numerico o, altrimenti, replicate a mano.

## Laminazione
La laminazione dei tessuti è la seconda fase del processo di Lay-Up. È la procedura di sovrapposizione dei vari strati nell'ordine corretto e con l'orientamento corretto. Nel caso di Wet Lay-Up, la preparazione della resina è inclusa in questa operazione, perché i tessuti non sono già impregnati. La laminazione viene solitamente eseguita in una camera bianca per evitare inclusioni di particelle tra gli strati, che interferirebbero con le caratteristiche del prodotto finale.

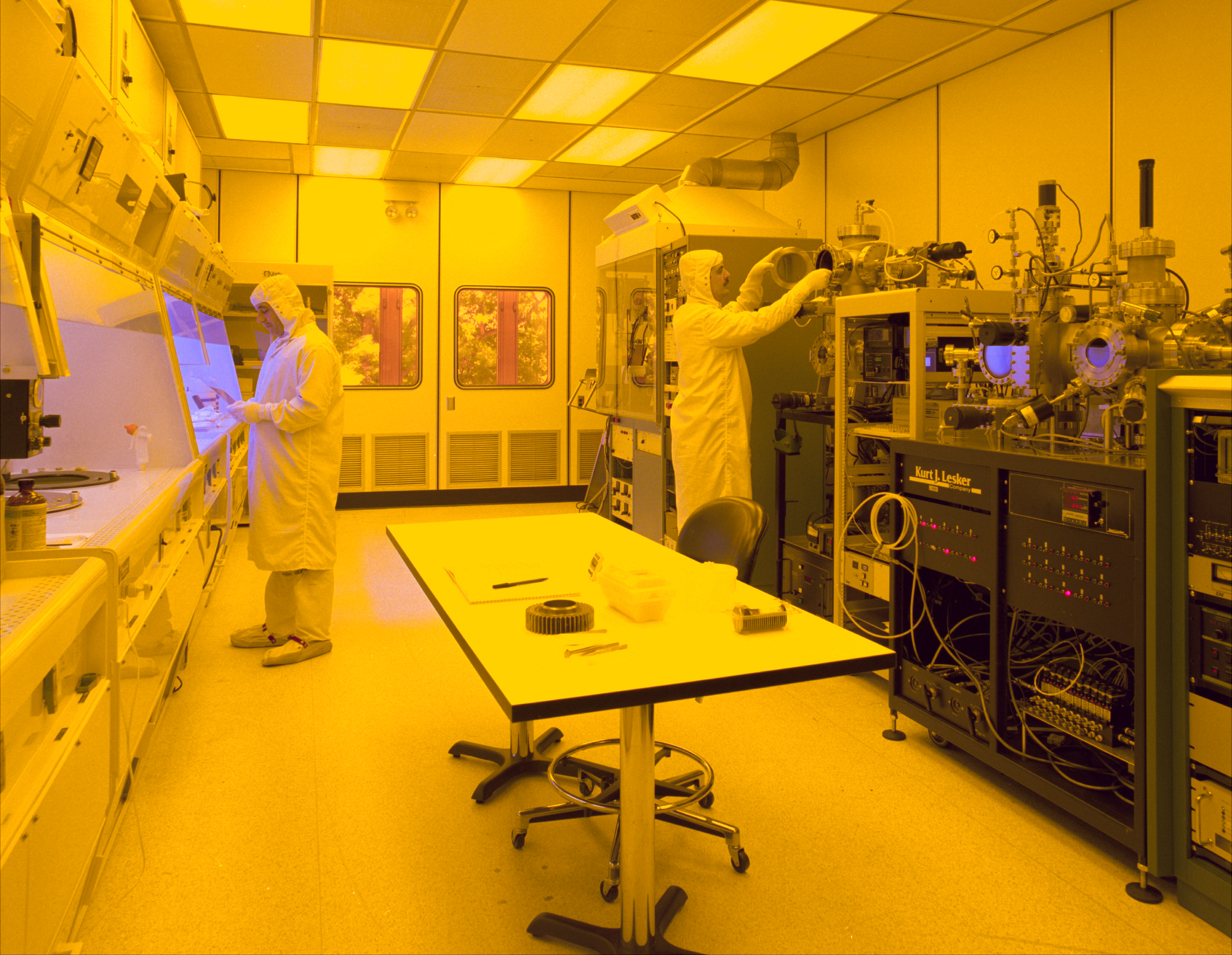
Camera bianca utilizzata per la produzione di microsistemi.

Lo strumento più importante è lo stampo, che può essere maschio o femmina a seconda dell'applicazione. Può essere realizzato con materiali diversi, a seconda del ritiro dimensionale e del coefficiente di dilatazione termica del materiale composito, della rigidezza richiesta, della finitura superficiale necessaria, degli angoli di sformo e dei raggi di curvatura. Inoltre, lo stampo deve essere stabile alla temperatura di laminazione, sopportare la pressione operativa, essere resistente all'usura, essere compatibile con gli altri strumenti utilizzati, essere resistente ai solventi di lavaggio e deve essere facile applicarvi gli agenti distaccanti. Il primo passo della laminazione è applicare un agente distaccante sullo stampo, fondamentale per evitare l'adesione tra la resina e lo stampo stesso. Se necessario per la finitura superficiale, è possibile aggiungere uno strato di peel-ply. I peel-ply sono in genere pellicole di nylon utilizzate per ottenere una specifica rugosità delle superfici su cui vengono applicati, per proteggerle durante lo stoccaggio e per intrappolare particelle volatili durante la polimerizzazione. Successivamente, tutti gli strati di tessuto vengono sovrapposti seguendo le istruzioni sul ply-book, che contiene un elenco di tutte le operazioni da eseguire durante questo processo. Di solito, vengono effettuate delle compattazioni intermedie ogni 4 o 5 strati, al fine di far evacuare l'aria e ottenere un prodotto finale con caratteristiche meccaniche migliori.

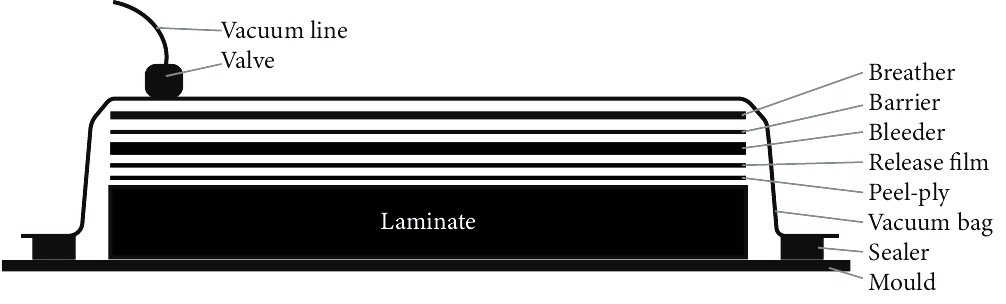
Sacco a vuoto.

Dopo che tutti i tessuti sono stati collocati nella giusta posizione, un altro strato di peel-ply viene applicato al di sopra, con lo stesso scopo del primo. Una sequenza di altri strati viene aggiunta sopra di esso: il release film, che separa il laminato dagli altri strati ma consente comunque il passaggio della resina in eccesso; il bleeder, la cui funzione principale è quella di assorbire la resina in eccesso; un barrier, per separare il bleeder dal breather; il breather, per distribuire il vuoto in modo omogeneo tra le superfici esterne ed evitare che le pieghe del sacco a vuoto vengano trasferite sul laminato; il sacco a vuoto, un film polimerico flessibile, tipicamente in nylon, in grado di mantenere il vuoto, creato con una pompa a vuoto. Ulteriori importanti elementi sono le valvole e la plastilina utilizzati per sigillare ermeticamente il sacco. Questo processo può essere manuale, semi-automatico o completamente automatico. Se eseguita interamente a mano, la laminazione è un processo lungo e difficile (a causa delle strette tolleranze richieste). Un'alternativa è un processo semi-automatico - detto anche assistito meccanicamente -, costituito da una macchina che trasporta gli strati, che sono poi applicati sullo stampo da un operatore. È detto completamente automatico se la macchina, come la cosiddetta macchina automatica per la posa di nastri, può anche posizionare gli strati nella giusta posizione e orientamento. Questi metodi automatici consentono di raggiungere un alto tasso di produzione.

## Polimerizzazione
La polimerizzazione del laminato è la terza e ultima fase del processo di Lay-Up. Questa fase è di massima importanza per ottenere le caratteristiche richieste del prodotto finale.

### Polimerizzazione in autoclave e forno industriale

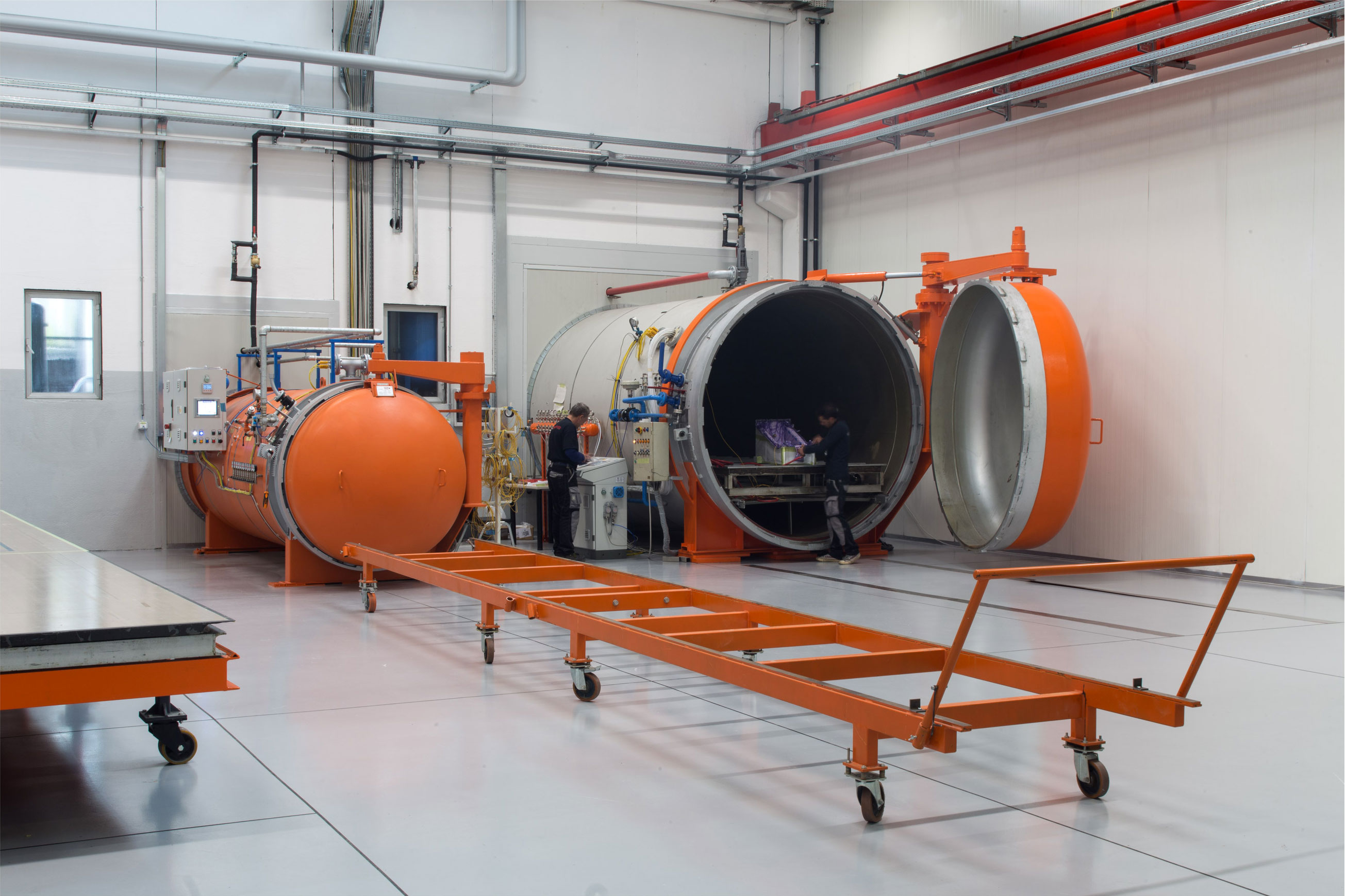
Autoclave di Persico Marine.

Questo processo può essere eseguito a temperatura ambiente con una sola pompa per il vuoto, per controllare il vuoto, con l'aiuto di un forno industriale collegato a una pompa per il vuoto, per controllare la temperatura e il vuoto, o con un'autoclave, per controllare la temperatura, il vuoto e anche la pressione idrostatica. La polimerizzazione in autoclave è una tecnica che consente di ottenere laminati con le migliori proprietà meccaniche, ma è la più costosa e consente solo l'uso di stampi aperti. Il vantaggio è dovuto al fatto che la pressione aiuta a legare gli strati del composito e a far fuoriuscire le inclusioni di aria e altri prodotti volatili, aumentando la qualità del processo. Ogni combinazione di tessuto e resina ha i suoi cicli di polimerizzazione ottimali, dipendenti dalla bagnabilità delle fibre e dalle proprietà della resina, come la viscosità e il punto di gel. Tipicamente, i tre cicli di temperatura, pressione e vuoto sono studiati sperimentalmente per ottenere la migliore combinazione di questi tre parametri. La polimerizzazione nel forno industriale è simile, ma senza controllo della pressione. È un processo meno costoso e quindi utilizzato per tutti quei laminati che non necessitano di proprietà meccaniche molto elevate. Inoltre, poiché i forni industriali, in generale, sono più grandi delle autoclavi, vengono utilizzati per tutti quei componenti con dimensioni non standard.

### Polimerizzazione con pressa a piani riscaldati
La polimerizzazione con pressa a piani riscaldati viene utilizzata per laminati piani o a geometria semplice e può includere una pompa per vuoto e una fonte di calore elettrica o idraulica. È costituito da una pressa con stampi maschio e femmina che si chiudono per formare una cavità con la forma del componente, la cui dimensione è regolata per controllare lo spessore del pezzo. La pressa non può applicare una pressione idrostatica come l'autoclave, ma solo una pressione verticale. La pressa a piani riscaldati consente di avere un controllo dimensionale molto elevato, una buona finitura superficiale su entrambe le superfici e tassi di produzione discreti ma, in cambio, può verificarsi un disallineamento delle fibre ed è un metodo molto costoso.

## Problemi
Come sottolineato da Meola et al. in Infrared thermography in the evaluation of aerospace composite materials, "Durante la fabbricazione di materiali compositi possono verificarsi diversi tipi di difetti, i più comuni dei quali sono il disallineamento di fibre/gioco, fibre rotte, incrinature della resina o incrinature trasversali, vuoti, porosità, inclusioni di scorie, rapporto del volume di fibra/resina non uniforme, regioni interlaminari non legate, kissing bonds, indurimento errato e danni meccanici attorno a fori e/o tagli lavorati." Inoltre, devono essere considerati tre problemi principali legati al taglio dei materiali compositi già polimerizzati. Il primo è che le fibre di rinforzo sono abrasive, quindi gli strumenti tradizionali per il taglio non sono adatti, poiché la loro durata sarebbe molto breve e i loro bordi smussati danneggerebbero i materiali. Il secondo è che i materiali compositi non sono conduttivi e questo può causare accumuli di calore e deformazioni. L'ultimo è che i materiali compositi tendono a delaminarsi quando tagliati, quindi è necessario tenerne conto quando si sceglie il metodo di taglio.